# Colom faisà de clatell blanc
El colom faisà de clatell blanc (Otidiphaps nobilis aruensis; syn: Otidiphaps aruensis) és un tàxon d'ocell de la família dels colúmbids (Columbidae) considerat per diversos autors una subespècie d'Otidiphaps nobilis. Habita les illes Aru. El seu estat de conservació es considera vulnerable.
Malgrat ser un autèntic colom, el seu nom es deu al fet que els seus costums terrestres i la seva desenvolupada cua recorden clarament els faisans. Aquesta cua, aplanada lateralment, la mouen nerviosament amunt i avall quan es desplacen pel terra.

## Taxonomia
Segons el Handook of the Birds of the World i la quarta versió de la BirdLife International Checklist of the birds of the world (Desembre 2019), aquest tàxon tindria la categoria d'espècie. Tanmateix, altres obres taxonòmiques, com la llista mundial d'ocells del Congrés Ornitològic Internacional (versió 12.2, gener 2020), el consideren encara una subespècie del colom faisà.